# Wasserbauer
Der Wasserbauer ist die Bezeichnung eines Berufs, der innerhalb Deutschlands in der Wasserstraßen- und Schifffahrtsverwaltung des Bundes, bei den Wasserverbänden der Länder und in Baubetrieben mit dem Geschäftsfeld Wasserbau erlernt werden kann. Wasserbauer bauen, inspizieren und unterhalten Bundes- und Landeswasserstraßen, sowie deren Bauwerke und Anlagen im Binnen- und Küstenbereich. Dazu gehören Deckwerke (Uferbefestigungen), Schleusen, Wehre, Dämme, Deiche und Regelungsbauwerke wie Buhnen und Leitwerke. Außerdem sind sie für die Unterhaltung der sogenannten Strecken zuständig. Auf diesen Strecken sind sie zuständig für Baumkontrollen, Fällarbeiten, Mäharbeiten und Streicharbeiten sowie Schilder und Fahrwassertonnen.

## Ausbildung
Die Ausbildung zum Wasserbauer dauert in der Regel drei Jahre. Die schulische und überbetriebliche Ausbildung erfolgt blockweise in den zwei Berufsbildungszentren der Wasser- und Schifffahrtsverwaltung in Koblenz und Kleinmachnow oder im Ausbildungszentrum des Bauindustrieverbandes Nordrhein-Westfalen in Kerpen.

## Voraussetzungen
- qualifizierter Hauptschulabschluss oder Realschulabschluss (je nach Arbeitgeber)
- gute Kenntnisse in Mathematik, Chemie, Physik und Deutsch
- Gesundheitszeugnis und Schwimmzeugnis (Deutsches Jugendschwimmabzeichen Bronze / Freischwimmer)

## Aufstiegs- und Weiterbildungsmöglichkeiten
- Schichtleiter im Schleusendienst
- Bauaufsicht
- Vorarbeiter
- Wasserbaumeister
- Vergabefachkraft
- Binnenschiffer (Matrose durch Arbeitsdienst auf Wasserfahrzeugen)
- Baumkontrolleur
- Bautechniker Schwerpunkt Tiefbau
- Ingenieur Bauingenieurwesen und Wasserwirtschaft (mit Abitur oder Fachabitur)